# Кожанка (Оратовский район)
Кожанка (укр. Кожанка) — село на Украине, находится в Оратовском районе Винницкой области.
Код КОАТУУ — 0523182001. Население по переписи 2001 года составляет 604 человека. Почтовый индекс — 22611. Телефонный код — 4330.
Занимает площадь 2,317 км².

## Адрес местного совета
22611, Винницкая область, Оратовский р-н, с. Кожанка, ул. Щорса, 30

## Известные уроженцы
- Бурлак, Иван Емельянович — Герой Советского Союза.